# Gasparia littoralis
Gasparia littoralis là một loài nhện trong họ Toxopidae.
Loài này thuộc chi Gasparia. Gasparia littoralis được miêu tả năm 1970 bởi Raymond Robert Forster.